# Гай Калпетан Ранций Седат
Гай Калпетан Ранций Седат (лат. Gaius Calpetanus Rantius Sedatus) — римский политический деятель и сенатор середины I века.
Приёмным отцом Седата был Гай Кальпетан Стаций Руф. В 45 году он занимал должность куратора государственных архивов. С марта по апрель 47 года Седат был консулом-суффектом вместе с Марком Гордеонием Флакком. Затем он находился на посту легата пропретора Далмации.
Его приёмным сыном был консул-суффект 71 года Гай Калпетан Ранций Квиринал Валерий Фест.